# Corey Parker

a Compétitions nationales et continentales officielles uniquement.

b Matchs officiels uniquement.
Corey Parker, né le 5 mai 1982 à Brisbane (Australie), est un joueur australien de rugby à XIII évoluant au poste de deuxième ligne ou troisième ligne dans les années 2000 et 2010. 

## Biographie
Il fait ses débuts en National Rugby League avec les Brisbane Broncos, club auquel il est toujours fidèle depuis 2003 et a conquis le titre en 2006. Il prend part au State of Origin avec le Queensland depuis 2004, et est également appelé en sélection d'Australie avec laquelle il remporte le titre de champion du monde en 2013. Le 22 avril 2016, il devient l'avant ayant joué le plus de matchs de NRL (331), en battant le record de Nathan Hindmarsh.

## Palmarès
- Collectif :
  - Vainqueur de la Coupe du monde : 2013.
  - Vainqueur du Tournoi des Quatre Nations : 2011.
  - Vainqueur de la National Rugby League : 2006 (Brisbane Broncos).

- Inidividuel :
  - Meilleur joueur du State of Origin : 2015 (Queensland).

## Détails

### En club
| Saison                 | Club                   | Compétition            | Matchs | Points | Essais | Buts | Drop |
| ---------------------- | ---------------------- | ---------------------- | ------ | ------ | ------ | ---- | ---- |
| 2001                   | Brisbane Broncos       | National Rugby League  | 13     | 8      | 2      | 0    | 0    |
| 2002                   | Brisbane Broncos       | National Rugby League  | 20     | 8      | 2      | 0    | 0    |
| 2003                   | Brisbane Broncos       | National Rugby League  | 23     | 12     | 3      | 0    | 0    |
| 2004                   | Brisbane Broncos       | National Rugby League  | 25     | 38     | 3      | 13   | 0    |
| 2005                   | Brisbane Broncos       | National Rugby League  | 23     | 6      | 1      | 1    | 0    |
| 2006                   | Brisbane Broncos       | National Rugby League  | 25     | 142    | 4      | 63   | 0    |
| 2007                   | Brisbane Broncos       | National Rugby League  | 18     | 106    | 4      | 45   | 0    |
| 2008                   | Brisbane Broncos       | National Rugby League  | 19     | 80     | 3      | 34   | 0    |
| 2009                   | Brisbane Broncos       | National Rugby League  | 27     | 170    | 5      | 75   | 0    |
| 2010                   | Brisbane Broncos       | National Rugby League  | 21     | 142    | 1      | 69   | 0    |
| 2011                   | Brisbane Broncos       | National Rugby League  | 24     | 160    | 3      | 74   | 0    |
| 2012                   | Brisbane Broncos       | National Rugby League  | 17     | 68     | 0      | 34   | 0    |
| 2013                   | Brisbane Broncos       | National Rugby League  | 22     | 28     | 2      | 10   | 0    |
| 2014                   | Brisbane Broncos       | National Rugby League  | 7      | 42     | 0      | 21   | 0    |
| Total Brisbane Broncos | Total Brisbane Broncos | Total Brisbane Broncos | 284    | 1010   | 33     | 439  | 0    |